# Torpacarus cylindricus
Torpacarus cylindricus är en kvalsterart som beskrevs av František Starý 1998. Torpacarus cylindricus ingår i släktet Torpacarus och familjen Lohmanniidae. Inga underarter finns listade i Catalogue of Life.